# Peter Boekholt
Peter Boekholt SDB (* 25. November 1943 in Hommersum am Niederrhein; † 17. September 2021 in Tutzing) war ein deutscher Ordensgeistlicher und römisch-katholischer Kirchenrechtler und Pastoraltheologe.

## Leben
Peter Boekholt trat 1964 der Ordensgemeinschaft der Salesianer Don Boscos bei. Er studierte von 1968 bis 1970 an der Katholischen Stiftungsfachhochschule München in Benediktbeuern Sozialpädagogik und Philosophie. Am 29. Juni 1975 empfing er die Priesterweihe. Nach Tätigkeit als Erzieher im St. Johannesstift der Salesianer Don Boscos in Essen war er Jugendseelsorger in der Jugendbildungsstätte der SDB in Jünkerath. Von 1976 bis 1979 absolvierte er ein Doktoratsstudium in Kirchenrecht an der Päpstlichen Universität der Salesianer in Rom und wurde 1979 mit der Arbeit Das Geheimnis der Eucharistie in der kirchlichen Rechtsordnung bei Tarcisio Bertone zum Dr. jur. can. (Doctor iuris canonici) promoviert. 1979/80 war er Seelsorger in der Jugendbildungsstätte der SDB Jünkerath. Nach wissenschaftlicher Assistenz am Lehrstuhl für Kirchenrecht bei Hubert Socha an der Theologischen Fakultät Trier war er ab 1982 Dozent für Kirchenrecht an der Philosophisch-Theologischen Hochschule Benediktbeuern.
Mit der Ernennung zum ordentlichen Professor für Kirchenrecht 1984 übernahm Boekholt den Lehrstuhl für Kirchenrecht an der Philosophisch-Theologischen Hochschule Benediktbeuern. Er war Spiritual im Spätberufenenseminar St. Matthias in Wolfratshausen-Waldram. Boekholt war Mitglied der katholischen Studentenverbindung K.D.St.V. Trifels München im Cartellverband.
Lehr- und Forschungsschwerpunkte von Boekholt waren das katholische Kirchenrecht, Kirchenverfassung, Organisationsstruktur der Kirche sowie Strafprozessrecht, Wort und Sakrament in rechtlicher Sicht, Eherecht und Ordensrecht.

## Schriften (Auswahl)
- Neue Gottesdienste für Kinder – 23 Modelle. Friedrich Pustet Verlag, 1984.
- Peter Boekholt, Norbert J. Hofmann: Lebensmosaik. Bausteine zum Gebet. Butzon & Bercker, 1985, ISBN 3766694049.
- Junge Texte gegen den alten Trott. Ein Lebensalphabet. Herder, 1991, ISBN 3451214156.
- Wege öffnen. Gottesdienste nicht nur für Senioren. Pustet Friedrich, 1998, ISBN 3791711121.
- Gib mir Zeit. Jugendgottesdienste mit Gesunden und Behinderten. Pustet Friedrich, 2000, ISBN 3791711482.

Fachbücher
- Das Geheimnis der Eucharistie in der kirchlichen Rechtsordnung. Grundriss der partikularen Gesetzgebung für die Bistümer in der Bundesrepublik Deutschland. LAS, Roma 1981, ISBN 88-213-0027-7.
- Der Laie in der Kirche. Seine Rechte und Pflichten im neuen Kirchenrecht. Butzon U. Bercker 1988, ISBN 3766693549.
- Peter Boekholt, Ilona Riedel-Spangenberger (Hrsg.): Iustitia et Modestia: Festschrift für Hubert Socha zur Vollendung seines 65. Lebensjahres. Don Bosco Medien, 1998, ISBN 3769811259.
- Peter Boekholt et. al.: Rechtskultur in der Diözese: Grundlagen und Perspektiven (Quaestiones disputatae). Herder, 2006, ISBN 3451022192.